# Nová společenská smlouva
Nová společenská smlouva (nizozemsky Nieuw Sociaal Contract, zkráceně NSC) je nizozemská středová až středopravicová křesťansko-demokratická politická strana, kterou v srpnu 2023 založil poslanec Pieter Omtzigt, který odešel z Křesťanskodemokratické výzvy. Zakladatel Pieter Omtzigt je od počátku vůdcem strany. Od července 2024 je strana součástí vlády Dicka Schoofa.
K lednu 2024 měla NSC 9 979 členů.

## Historie
Počátkem roku 2021 napsal Omtzigt manifest Nová společenská smlouva, v němž představil myšlenky Křesťanskodemokratické výzvy, jejímž byl členem. V rámci nesouhlasu s jmenováním Wopkeho Hoekstra do čela strany ze strany v červnu 2021 odešel.
Strana byla založena v srpnu 2023 poté, co byly v důsledku pádu čtvrté vlády Marka Rutteho vypsány parlamentní volby. Jeho manifest z roku 2021 dal základ programu strany. Omtzigt oznámil, že neusiluje o to, aby se NSC stala největší stranou ve Sněmovně reprezentantů. Uvedl, že pokud by se tak stalo, tak by vykonával funkci předsedy parlamentu, nikoli předsedy vlády. Po zveřejnění kandidátní listiny řekl, že by premiérské křeslo neodmítl.
Bývalý předseda Křesťanskodemokratické výzvy Eddy van Hijum se stal předsedou výboru, který napsal manifest strany k parlamentním volbám v roce 2023. Ve volbách strana získala 20 křesel a stala se tak čtvrtou největší stranou. Omtzigt během kampaně sdělil, že NSC nebude ochotna vytvořit koaliční vládu se Stranou pro svobodu a Fórem pro demokracii, protože podle něj nesplňují „základní podmínky právního státu“. Navzdory tomuto tvrzení se strana dohodla se Stranou pro svobodu, Lidovou stranou pro svobodu a demokracii a Hnutím zemědělců a občanů na sestavení vlády, jejíž předsedou se stal Dick Schoof.

## Politické pozice
Nová společenská smlouva je středová až středopravicová antisystémová a křesťansko-demokratická strana. Strana je kritická vůči neoliberalismu a domnívá se, že neoliberální tendence v nizozemské ekonomice by měly být omezeny.
Mezi hlavní cíle NSC patří řádné fungování veřejné správy a dobré sociální zabezpečení. Strana podporuje zřízení ústavního soudu a zavedení volebního systému podobného tomu švédskému. V oblasti sociálního zabezpečení navrhuje reformu životního minima, aby pomohla lidem s nízkými příjmy. Jedním z cílů strany je omezit čistou migraci na maximálně 50 000 přistěhovalců ročně.